# Stanley Marsh 3

Stanley Marsh 3 (Amarillo, Texas, 31 de enero de 1938 - ibíd., 17 de junio de 2014) fue un artista, filántropo y bromista estadounidense. Fue quizás más conocido por haber sido el patrocinador del Cadillac Ranch, una exhibición de arte público inusual al oeste de Amarillo.

## Primeros años e historia
Marsh nació el 31 de enero de 1938.
En la década de 1970, Marsh colaboró con el grupo de arte Ant Farm para crear el Cadillac Ranch. Marsh financió otros proyectos de arte público en Amarillo además de Cadillac Ranch, que incluyen el "Dynamite Museum", un proyecto en curso que consta de cientos de señales de tráfico simulados.

## Vida personal
Marsh murió en un hospicio en Amarillo el 17 de junio de 2014.